# Stanley Rossiter Benedict
Stanley Rossiter Benedict (Cincinnati, 17 marzo 1884 – 21 dicembre 1936) è stato un chimico e biochimico statunitense, conosciuto per il reattivo di Benedict.
Sposato con l'antropologa Ruth Benedict, nel 1932 venne candidato al premio Nobel per la medicina.